# 中国人民解放军国防大学联合作战学院
中国人民解放军国防大学联合作战学院，位于河北省石家庄市，隶属中国人民解放军国防大学。

## 沿革
中国人民解放军石家庄陆军指挥学院

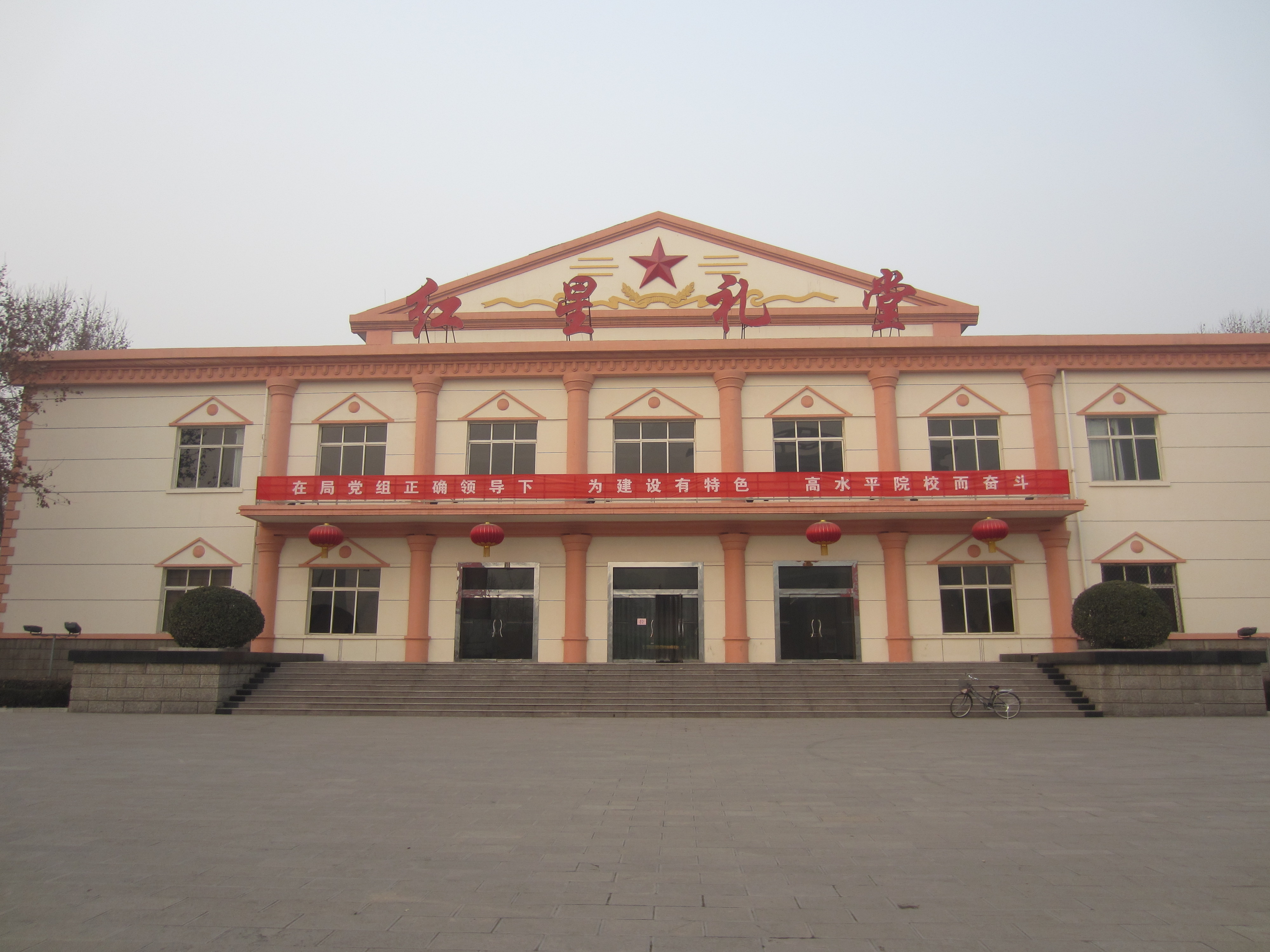
石家庄陆军指挥学院里的红星礼堂

- 1938年，抗日军政大学二分校创建。先后更名为华北军政大学、华北陆军军官学校、华北高级步兵学校、第六高级步兵学校、第二高级步兵学校、石家庄高级步兵学校，后改为国防部第十研究院。
- 1974年，重建北京军区军政干部学校，后更名石家庄高级步兵学校、石家庄高级陆军学校、军事教育学院。
- 1992年8月，更名中国人民解放军陆军参谋学院。
- 1999年，陆军参谋学院、装甲兵指挥学院合并组建中国人民解放军石家庄陆军指挥学院。
- 2004年，石家庄陆军指挥学院元氏分院（原装甲兵指挥学院部分）分出，参与组建石家庄机械化步兵学院。
- 2016年，在深化国防和军队改革中，石家庄陆军指挥学院由中国人民解放军总参谋部转隶中国人民解放军陆军[1]。

中国人民解放军国防大学联合指挥与参谋学院
- 1985年，经国务院、中央军委批准，中国人民解放军国防大学在北京成立。国防大学下设有基本一系、基本二系[2][3]。1998年9月，国防大学开学时，基本一系、基本二系自中国人民解放军全军各部队招收了一批自副连职到副团职的干部学员，组建国防大学方队，参加了1999年首都各界庆祝中华人民共和国成立50周年大会的阅兵[4]。后来基本一系、基本二系合并为基本系[3]。
- 2012年，在国防大学基本系的基础上，组建中国人民解放军国防大学联合指挥与参谋学院，作为中国人民解放军国防大学下属学院之一[5]。主要承担指挥员班、参谋班、师团职领导干部班、中青年领导干部班和高级领率机关工作培训班、全军联合参谋超前培养班的培训任务[3]。

中国人民解放军国防大学各教研部
2017年深化国防和军队改革前，国防大学原设有多个教研机构，包括：战略教研部、战役教研部、马克思主义理论教研部、信息作战与指挥训练教研部、军队建设与军队政治工作教研部、军事后勤与军事科技装备教研部。各教研部下还有许多机构，如战略教研部下设国防大学危机管理中心。
中国人民解放军国防大学联合作战学院
- 2017年，在深化国防和军队改革中，以石家庄陆军指挥学院[8]、国防大学战役教研部[9]等单位为基础，组建中国人民解放军国防大学联合作战学院，仍驻石家庄[8][10][11][12][13]。

## 编制
- 政治工作处
- 安全管理处
- 教务处

### 专业设置
- 联合指挥系
- 国防动员系

## 历任领导

### 石家庄陆军指挥学院

#### 陆军参谋学院
抗日军政大学第二分校
| 校长 - 陈伯钧（1938年12月－1940年7月） - 孙毅（1940年7月－1944年3月） | 副校长 - 邵式平（1938年12月－1944年3月） |

| 训练部部长 - 徐德操（1939年12月－1940年8月） - 唐子安（1940年8月－1941年1月） - 陶汉章（1941年1月－1944年8月） | 政治部主任 - 袁子钦（1938年12月－1940年1月） - 李志民（1940年1月－1944年3月） |

晋冀鲁豫军区军政大学
| 校长 - 刘伯承（1945年10月－1945年11月） - 滕代远（1945年11月－1948年4月） | 副校长 - 徐深吉（1945年11月－1948年4月） - 周恩诚（1945年11月－1948年4月） |

政治部主任
- 李克如（1945年11月－1948年4月）

晋察冀军区军政干部学校
| 校长 - 聂荣臻（1946年2月－1948年4月，兼任） 副校长 - 朱良才（1946年2月－1948年4月，兼任） | 政治委员 - 聂荣臻（1946年2月－1948年4月，兼任） 副政治委员 - 朱良才（1946年2月－1948年4月，兼任） |

| 教育长 - 谭家述（1946年2月－1948年4月） 副教育长 - 陶汉章（1946年2月－1948年3月） | 政治部主任 - 刘道生（1946年2月－1947年11月） - 张明河（1947年11月－1948年4月） |

| 训练部部长 - 陶汉章（1948年3月－1948年4月） | 校务部部长 - 贾士珍（1948年3月－1948年4月） |

华北军政大学
| 校长 - 叶剑英（1948年4月－1950年8月，兼任） 副校长 - 萧克（1948年5月－1950年9月） - 曾涌泉（1949年3月－1950年9月） - 谭家述（1948年7月－1950年9月） | 政治委员 - 叶剑英（1948年4月－1949年11月，兼任） - 朱良才（1949年11月－1950年9月，兼任） 副政治委员 - 朱良才（1948年5月－1949年11月） - 向仲华（1950年1月－1950年9月） |

| 教育长 - 谭家述（1948年5月－1948年7月） - 陶汉章（1948年7月－1949年11月） | 政治部主任 - 朱良才（1948年5月－1950年9月，兼任） 校务部部长 - 李钟奇（1948年5月－1950年9月） |

华北陆军军官学校
| 校长 - 孙毅（1950年8月－1950年11月） 副校长兼教育长 - 王长江（1950年8月－1950年11月） | 政治委员 - 向仲华（1950年8月－1950年11月，代理） 政治部主任 - 黄作珍（1950年8月－1950年11月） |

校务部部长
- 贾士珍（1950年8月－1950年11月）

华北高级步兵学校
| 校长 - 孙毅（1950年11月－1951年3月） 副校长兼教育长 - 王长江（1950年11月－1951年3月） | 政治部主任 - 黄作珍（1950年11月－1951年3月） 校务部部长 - 贾士珍（1950年11月－1951年3月） |

第六高级步兵学校
| 校长 - 孙毅（1951年3月－1952年6月） 副校长兼教育长 - 王长江（1951年3月－1952年6月） | 副政治委员 - 谢良（1951年3月－1952年6月） 政治部主任 - 黄作珍（1951年3月－1952年6月） |

校务部部长
- 贾士珍（1951年3月－1952年6月）

第二高级步兵学校
| 校长 - 孙毅（1952年6月－1952年11月） - 杨勇（1952年11月－1953年4月） - 郑维山（1953年4月－1954年1月） - 袁渊（1954年1月－1955年6月，代理） 副校长 - 刘亨云（1955年5月－1955年6月） | 政治委员 - 谢良（1952年6月－1955年6月） |

| 训练部部长 - 金忠藩（1952年10月－1955年5月） - 赵静生（1955年5月－1955年6月） 物资保障部部长 - 罗铭（1952年6月－1955年5月） | 政治部主任 - 黄作珍（1952年6月－1955年5月） - 张明（1955年5月－1955年6月） 政治部副主任 - 李良汉（？－？） |

石家庄高级步兵学校
| 校长 - 滕海清 少将（1955年5月－1961年12月） 副校长 - 刘亨云 少将（1955年6月－1961年12月） - 侯正果 少将（1955年6月－1961年12月） | 政治委员 - 谢良 少将（1955年6月－1961年12月） 副政治委员 - 曾宪池 少将（1955年6月－1961年12月） |

训练部部长
- 赵静生 大校（1955年6月－1958年）
- 叶大枝（1958年－1961年12月）

政治部主任
- 张明 大校（1955年6月－1957年）
- 赵进之（1957年－1961年12月）

干部管理部部长
- 林康 大校（1955年6月－1961年12月）

物资保障部政治委员
- 贺传忠（1955年6月－1959年）
- 李振宇（1959年－1961年12月）

北京军区军政干校
| 校长 - 杜瑜华（1973年5月－1978年1月） 副校长 - 罗铭（1975年4月－1978年1月） - 王定国（1975年4月－1978年1月） - 石煌（1975年6月－1978年1月） | 政治委员 - 徐炜（1973年5月－1978年1月） 副政治委员 - 耿明（1975年4月－1978年1月） - 吕祥胜（1975年4月－1978年1月） |

| 训练部部长 - 朱德武（1975年10月－1978年1月） 训练部政治委员 - 王捷（1975年10月－1978年1月） | 政治部主任 - 王林（1975年10月－1978年1月） 校务部部长 - 王定国（1975年4月－1978年1月，副校长兼） 校务部政治委员 - 黄建民（1975年10月－1978年1月） |

石家庄高级步兵学校
| 校长 - 刘春山（1978年1月－1980年12月） 副校长 - 杜瑜华（1978年1月－1980年12月） - 石煌（1978年1月－1980年12月） - 马友里（1978年1月－1980年12月） | 政治委员 - 蔡顺礼（1978年3月－1980年12月） 副政治委员 - 阎化一（1978年1月－1980年12月） - 朱松岭（1978年1月－1980年12月） - 朱卿云（1978年1月－1980年12月） |

| 训练部部长 - 石煌（1978年3月－1980年7月） - 任宣坤（1980年7月－1980年12月） | 政治部主任 - 耿明（1978年1月－1980年7月） - 王紫剑（1980年7月－1980年12月） |

| 校务部部长 - 朱德武（1978年1月－1980年12月） | 校务部政治委员 - 张集华（1978年3月－1980年12月） |

石家庄高级陆军学校
| 校长 - 刘春山（1980年12月月－1985年7月） - 李力（1985年7月－1986年6月） 副校长 - 石煌（1980年12月－1986年6月） - 马友里（1980年12月－1986年6月） | 政治委员 - 朱卿云（1980年12月－1986年6月） 副政治委员 - 朱松岭（1980年12月－1986年6月） - 李灿（1985年7月－1986年6月） |

| 训练部部长 - 石煌（1980年12月－1984年4月） - 李戈林（1984年4月－1986年6月） | 政治部主任 - 耿明（1980年12月－1986年6月） |

| 校务部部长 - 朱德武（1980年12月－1986年6月） 校务部政治委员 - 金波（1980年12月－1983年3月） - 关超（1983年3月－1986年6月） | 研究部部长 - 王紫剑（1980年12月－1986年6月） 研究部政治委员 - 武世鸿（1980年12月－1986年6月） |

军事教育学院
| 院长 - 李力（1986年6月－1988年8月） - 王宪志 少将（1988年8月－1992年8月） 副院长 - 石煌（1986年6月－1988年8月） - 李德仁 少将（1990年6月－1992年8月） - 佟炜铭 少将（1990年6月－1992年8月） - 范志伦 少将（1991年5月－1992年8月） | 政治委员 - 宋双来（1986年6月－1988年8月） - 张明远 中将（1988年8月－1992年8月） 副政治委员 - 李灿 中将（1986年6月－1992年8月） |

| 训练部部长 - 薛连璧 少将（1986年6月－1990年6月） - 鄢慕先 少将（1990年6月－1992年8月） 训练部副部长 - 佟炜铭 少将（1986年6月－1992年8月） | 政治部主任 - 李灿 中将（1986年6月－1992年8月，副政治委员兼） 政治部副主任 - 章新晖 少将（1986年6月－1990年6月） - 黄建民 少将（1986年6月－1990年6月） |

院务部部长
- 李德仁 少将（1986年6月－1990年6月）
- 汤昌和 少将（1990年6月－1992年8月）

陆军参谋学院
| 院长 - 鄢慕先 少将（1992年8月－1995年8月） - 刘朝明 少将（1995年8月－1999年6月） - 许和震 少将（1999年6月－1999年6月30日） 副院长 - 范志伦 少将（1992年8月－1995年8月） - 胡永丰 少将（1992年8月－1995年8月） - 李希元 少将（1992年8月－1994年8月） - 汤昌和 少将（1993年8月－1996年5月） - 徐德章 少将（1994年6月－1996年5月） - 杨则冉 少将（1994年8月－1997年6月） - 徐世全 少将（1996年5月－1999年6月） - 韩龙文 少将（1996年5月－1999年6月） - 李南征 少将（1997年3月－1999年6月） | 政治委员 - 康成仁 少将（1992年8月－1995年8月） - 李殿仁 少将（1995年8月－1999年6月） 教务长 - 韩龙文 少将（1992年8月－1996年5月；1996年5月－1999年6月，副院长兼） 政治部主任 - 刘德明 少将（1992年8月－1994年8月） - 项玉才 少将（1994年8月－1996年10月） - 张增顺 少将（1996年10月－1999年6月） 总务处处长 - 汤昌和 少将（1992年8月－1994年8月） - 杨则冉 少将（1994年8月－1997年8月，副院长兼） - 刘青林（1997年8月－1999年6月） |

#### 石家庄陆军指挥学院
| 院长 - 许和震 少将（1999年7月－2004年6月） - 李小军 少将（2004年6月－2005年5月） - 战玉 少将（2005年6月－2011年7月） - 石忠武 少将（2011年7月－2017年） 副院长 - 李小军 少将（1999年6月－2001年） - 徐世全 少将（1999年6月－2000年12月） - 李南征 少将（1999年6月－2007年12月） - 张光东 少将（1999年6月－2004年7月） - 崔亚峰 少将（2000年12月－？） - 王友才 少将（2001年12月－2006年5月） - 陈之喜 少将（2001年12月－？） - 王庆才 少将（2004年7月－？） - 李元奎 少将（2007年12月－？） …… - 刘英 少将（2012年－2014年） - 易建设 少将（？－2015年） - 李穆涛 少将（2015年－2017年） | 政治委员 - 李殿仁 少将（1999年6月－2001年7月） - 李小军 少将（2001年7月－2004年6月） - 陈金键 少将（2004年6月－2010年） - 姜援朝 少将（2010年－2013年） - 张华伟 少将（2013年－2017年） 副政治委员 - 张增顺 少将（1999年6月－2001年1月） - 李德正 少将（1999年6月－2001年1月） - 刘京生 少将（2003年6月－？） - 阎玉贤 少将（2004年5月－？） …… |

| 训练部部长 - 刘卫国 少将（1999年6月－？） …… | 政治部主任 - 杨业利 少将（1999年6月－2001年7月） - 迟占山 少将（2001年7月－？） …… |

科研部部长
- 李元奎 大校（1999年6月－2007年12月）

### 国防大学联合指挥与参谋学院

#### 国防大学基本系（基本一系）
| 主任 …… - 赵惠丰 少将（？－？，基本一系主任） …… - 宁广利 少将（？－？） - 毕泗振 少将（？－2011年） - 张占航 少将（2011年－2012年） | 政治委员 …… - 尹玉亮 少将（？－？） - 齐洪涛 少将（？－2012年） - 段天杰 少将（2012年－2012年） |

#### 国防大学基本二系
| 主任 - 孟进鸿 少将（1990年6月－1995年） - 陈瑞昌 少将（1996年4月－1998年） | 政治委员 - 李树林 少将（？－1992年2月） - 陈德泉 少将（？－？） |

#### 国防大学联合指挥与参谋学院
| 院长 - 张占航 少将（2012年－2014年12月） - 刘秦川 少将（2014年12月－） | 政治委员 - 段天杰 少将（2012年－2013年） - 郭尊先 少将（2013年2月－2016年） - 卢周来 少将（2016年－） |

### 国防大学教研部
| 战略教研部主任 1. 范震江 少将（2004年－2008年） 2. 朱成虎 少将（2008年－2012年） 3. 肖天亮 少将（2012年－2014年12月） 4. 任天佑 少将（2015年3月－2017年） | 战役教研部主任 1. 张玉良 少将（2004年－2007年） 2. 马平 少将（2007年－2017年） |

| 信息作战与指挥训练教研部主任 1. 任海泉 少将（2004年7月－2006年12月） 2. 袁文先 少将（2006年12月－2011年） 3. 黄艺 少将（2011年－2015年） 4. 郭若冰 少将（2015年－2017年） |

### 国防大学联合作战学院
| 院长 - 董连山 少将（2017年7月－） | 政治委员 - 周立存 少将（2017年7月－） |